# Греческая военная авиация в Малоазийском походе
Греческая военная авиация, или Военно-воздушные силы Греции (греч. Ελληνική Πολεμική Αεροπορία), в первые два года Малоазийского похода (1919—1922) не имела реального противника в воздухе, поскольку авиация кемалистов находилась в стадии организации и избегала воздушных боёв. В этот период операции греческой авиации ограничивались воздушной разведкой, бомбардировкой и огневой поддержкой войск с воздуха.
Получив самолёты от Советской России, а затем от номинальных союзников Греции, французов и итальянцев, авиация кемалистов в последний год войны сделала ощутимым своё присутствие в небе Малой Азии и в последние месяцы войны достигла численного превосходства.
Несмотря на это, греческая авиация сохранила своё превосходство в воздухе до последних дней Малоазийского похода, что позволило ей оказать существенное содействие в эвакуации частей греческой армии из Малой Азии.

Эмблема ВВС Греции

## Константинополь

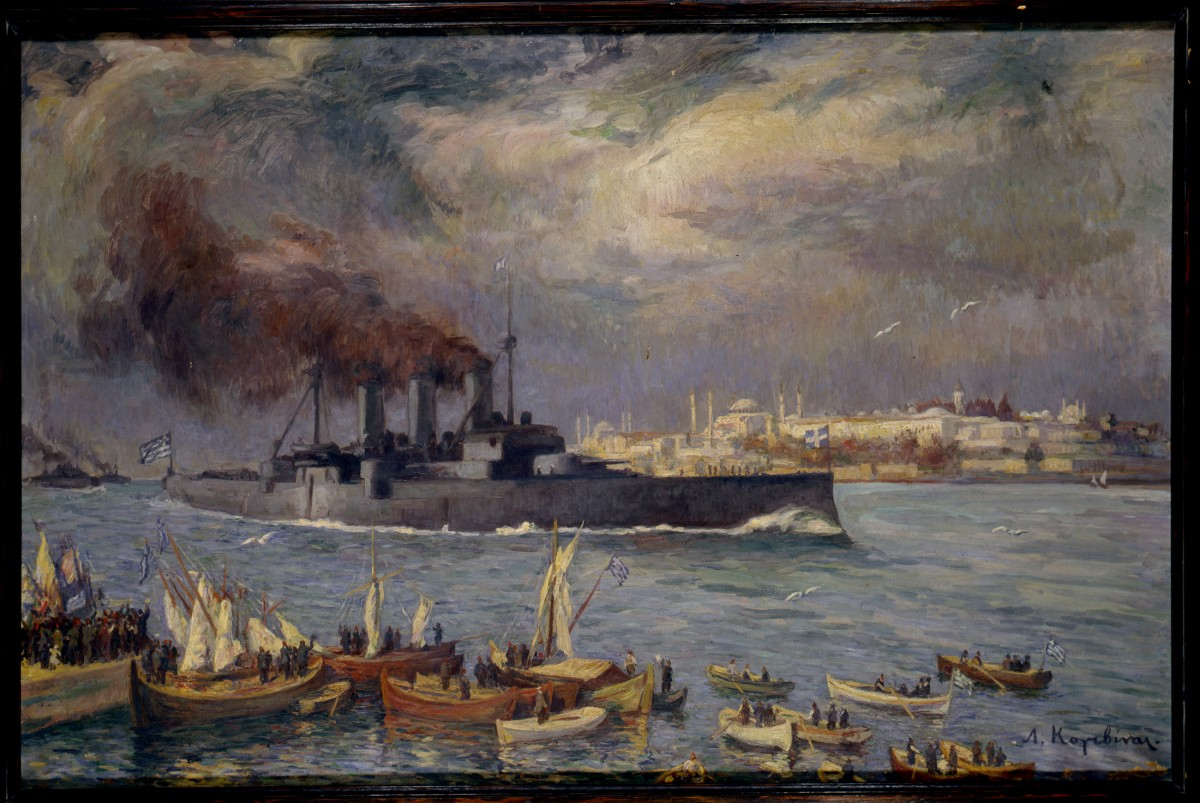
Греческий «Георгиос Авероф (крейсер)» в Константинополе в 1919 году. Работа художника Ликурга Когевинаса

После поражения Османской империи и подписания Мудросского перемирия (1918), османский флот «практически перестал существовать».
В Константинополе стали базироваться корабли стран Антанты, включая корабли военно-морского флота Греции.
Для греков, сам факт постановки на якоря греческого флагмана «Авероф» напротив султанского дворца Долмабахче, почти через пять столетий после того как Константинополь был захвачен турками, естественным образом принял символический характер.

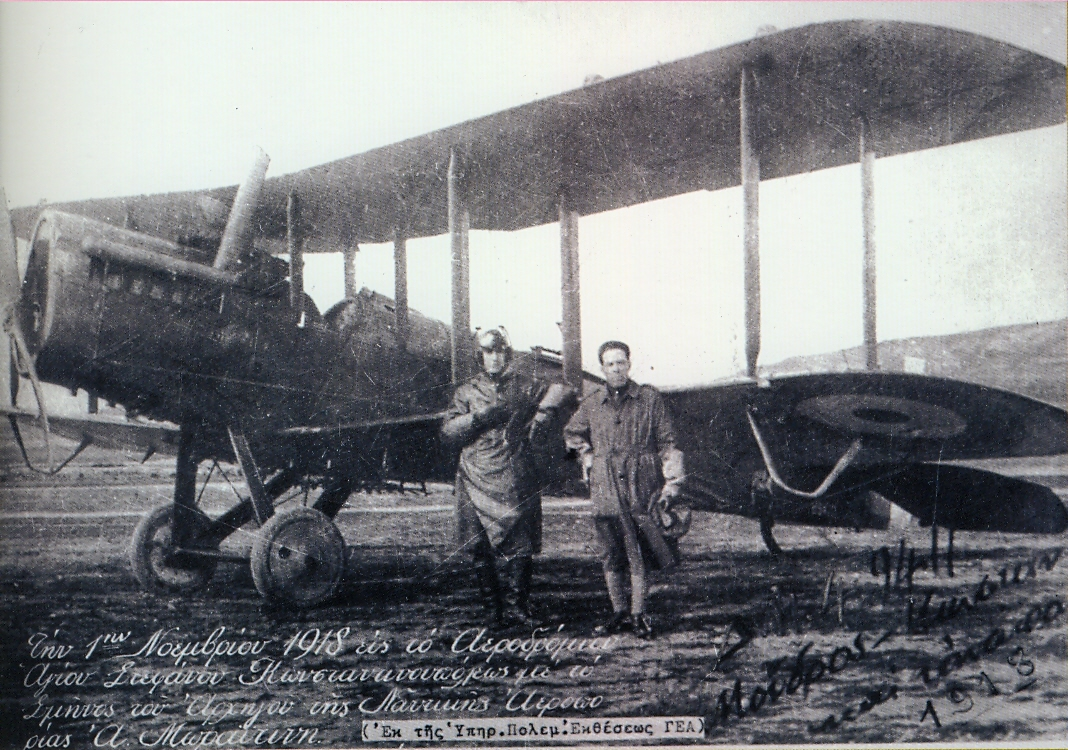
Греческие морские пилоты И. Теологис и К. Палеологос из эскадрильи Н2 А. Морайтиниса на аэродроме Сан Стефано, ноябрь 1918 года

В том что касается османской авиации, из 43 самолётов находившихся в Константинополе до его занятия союзниками, считанные единицы вылетели в Конью, став через год ядром авиации кемалистов.
Одновременно греческая морская эскадрилья Н2 А. Морайтиниса перебазировалась на аэродром в Сан Стефано, в 11 км от Константинополя, встречаемая с восторгом греческим населением.
Французский журналист и писатель M. Paillares в своей книге «Кемализм» (Paillarès, Michel Le Kémalisme devant les allies свидетельствовал:132:

Непрерывные возгласы и крики радости потрясали Константинополь.
Ни в Страсбурге, ни в Меце Союзники не познали такого апофеоза.
Даже камни пришли в движение, чтобы выразить благодарность рабов своим героям, которые пришли освободить их от тирании. Как будто мёртвые вышли из своих могил и пели вместе с живыми гимн Свободе.

## Состояние греческой авиации после Первой мировой войны и в период Малоазийского похода
Авиационные силы Греции накануне Малоазийского похода подразделялись на Армейскую авиацию (Στρατιωτική Αεροπορία — Σ.Α), которая к концу Первой мировой войны располагала четырьмя эскадрильями, и Морскую авиацию (Ναυτική Αεροπορία — ΝΑ), которая также располагала четырьмя эскадрильями (Η1, Η2, Η3 и Η4.
После гибели перед Малоазийским походом основателя морской авиации, греческого аса Первой мировой войны А. Морайтиниса, морскую авиацию возглавил капитан Константин Панайоту:39.
Эскадрильи армейской авиации насчитывали 70 самолётов, морской авиации 50:40.
Однако многие из них были просто оставлены союзниками в Греции после окончания Первой мировой войны и находились в нелётном состоянии:36.
Механики греческой авиации использовали многие из них в качестве источника запчастей, для поддержания лётного состояния остальных самолётов. К примеру, историография отмечает, что перед Малоазийским походом авиационная ремонтная рота (фронтовой завод) в Салониках передала армейской авиации 4 «новых» самолёта, которые были продуктом «каннибализма» старых самолётов:38.
Ситуация усугубилась после греческих выборов ноября 1920 года. Приход к власти правительства монархистов ознаменовал не только открытое сотрудничество итальянских и французских союзников с турками, но и прекращение доступа греческой авиации на авиационный рынок Франции, который был для неё одним из основных в годы Балканских и Первой мировой войн.
Как свидетельствует Д. Фотиадис, в период Малоазийского похода лётное состояние греческих самолётов было настолько проблематичным, что британский авиационный офицер заявлял, что он «не доверил бы им и свою пилотку»:75.
Состояние самолётов греческой авиации в период Малоазийского похода находит также своё отражение в списке погибших лётчиков периода 1919—1922 годов. Из 22 погибших пилотов только двое погибли прямым или косвенным образом в результате военных действий:
- Николаос Христодулу умер в госпитале от отека лёгких после многочасового полёта в непогоду (22 марта 1920).
- Иоаннис Дзерахис был убит, когда его Nieuport в бреющем полёте расстреливал турецкие окопы (11 ноября 1920), что было обычной практикой греческих пилотов.

Ни один греческий пилот не был убит в воздушном бою.
Все остальные 20 погибли в результате авиационных катастроф в ходе перелётов или учебных полётов.
Более того, только 8 из них погибли непосредственно в Малой Азии, остальные погибли в Греции в ходе тренировочных и прочих полётов.

## Самолёты греческой авиации периода 1919—1922 годов

### Самолёты армейской авиации
- Breguet 14 A2/B2
- Caudron G.III
- Nieuport 24/24bis/27
- Spad VII/XIII

### Самолёты морской авиации
- Airco De Haviland D.H.4
- Airco De Havilland D.H.9
- Ansaldo A-1 Balilla
- Avro 504K
- B.E.2
- Sopwith Baby
- Sopwith Camel 1F.1

## Решение Антанты о высадке греческой армии в Смирне
Согласно Мудросскому миру, союзники имели право занятия любого стратегически важного города. На Смирну претендовала Италия, контролировавшая после итало-турецкой войны 1911 года юго-запад Малой Азии. Её войска уже стояли южнее Измира.
Премьер-министр Греции Э. Венизелос предпринял на Парижской конференции усилия, чтобы Смирна перешла под греческий контроль, аргументируя свою позицию историческими правами Греции на регион и тем, что греки составляли более половины населения Смирны. Итальянская дипломатия блокировала его усилия, поскольку город был обещан Италии:154.
Последовавшее решение об отправке греческих войск в Смирну не было инициативой Греции, а было связано с антагонизмами союзников.
Итальянцы требовали себе город Фиуме на Адриатике. Президент США В. Вильсон отверг эти притязания. После чего итальянская делегация покинула конференцию, заявив, что если требование не будет удовлетворено, она не подпишет мир с немцами.
Британский премьер Д. Ллойд Джордж воспользовался моментом и представил информацию о том, что итальянцы готовятся занять Смирну без мандата, так как они это сделали в Атталии, Мармарисе и Бодруме:136.
Для опережения действий итальянцев Ллойд Джордж предложил предоставить контроль Смирны Греции:137.
23 апреля/6 мая 1919 года Ллойд Джордж получил согласие Вильсона и Клемансо и информировал о решении Венизелоса, который предложил послать в Смирну I дивизию.
13 мая «Совет Четырёх» (Британия, Франция, Италия, США) признал за Грецией право на занятие Смирны, о чём было уведомлено правительство султана.
Много позже, после Малоазийской катастрофы, Клемансо писал Венизелосу: «Решение о де-факто оккупации Смирны и её региона было принято только из-за существования определённых условий, и не могло создать права на будущее. Это была только временная мера, которая оставляла Конференции абсолютную свободу решить возникающие из Восточного вопроса проблемы, в соответствии с общей ситуацией и пожеланиями и интересами интересующихся сторон».
Хотя речь шла о временном занятии города и региона, греческие солдаты сочли событие началом освобождения древних греческих земель Ионии и её коренного греческого населения.
Отражая этот исторический факт, английский историк Дуглас Дакин именует последовавший после высадки поход «Четвёртой Освободительной войной Греции»:333.

### Венизелос

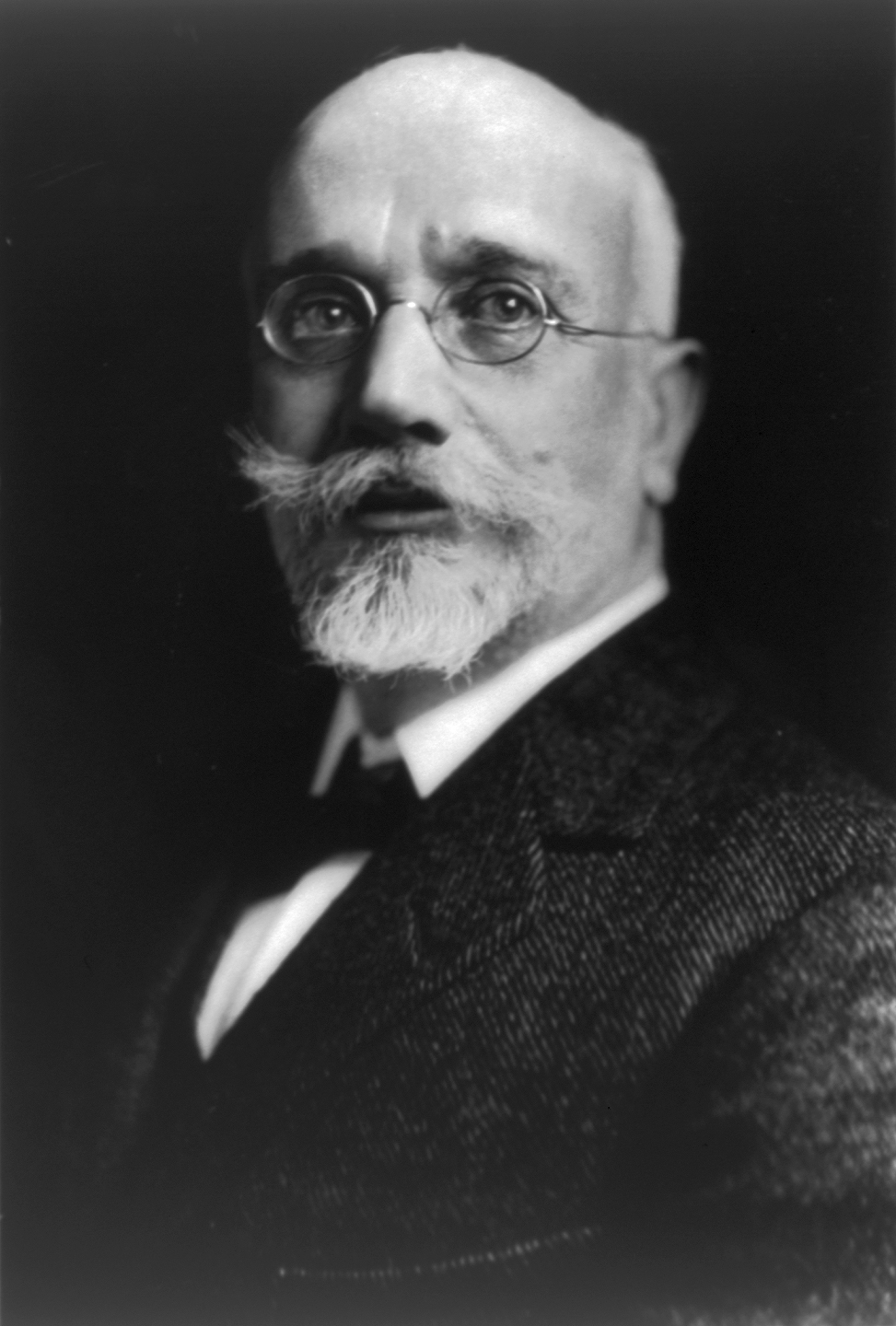
Элефтериос Венизелос. Революционер, политик и премьер-министр Греции.

Венизелосу ошибочно приписывают идеологему возрождения Византии, принадлежащую политику XIX века И. Коллетису.
Венизелос был великим революционером и политиком, он был ирредентистом и при нём территория страны удвоилась. Но прежде всего он был прагматиком, осознавал реальные возможности маленького греческого государства, и всегда учитывал интересы союзников. Согласно Д. Дакину, претензии Венизелоса на Парижской конференции были обоснованными. Из всех союзников претендовавших на подлежавшие разделу османские территории, только Греция, кроме исторических прав, могла аргументировать их греческим населением и соседством с этими территориями:334.
Его претензии ограничивались Восточной Фракией, без Константинополя и проливов. Он понимал, что здесь он встретит противодействие, и его удовлетворял международный контроль проливов, считая, что таким образом их греческое население и Константинопольская церковь будут в безопасности:335.
Касательно Малой Азии, он проявил интерес лишь к прибрежному региону вокруг Измира, полагая, что там, после обмена, можно будет собрать греческое население Малой Азии. В связи с этим Дакин пишет, что Венизелос был оппортунистом и не мог отказаться от представленных возможностей:336.
Заявляя, что после гонений, греческое население Малой Азии не может вернуться к предвоенному статусу, он осознавал, что его успех там будет полностью зависеть от финансовой и военной поддержки союзников.
В силу этого, он не ставил перед собой задач превышающих возможности страны и не имевших международной поддержки. В частности, он игнорировал призыв греков Понта о создании там второго греческого государства и поддержал включение Понта в лоббируемую Вильсоном Армению.
Греция не предпринимала действий по занятию османских территорий без согласия союзников. Восточная Фракия была занята лишь в 1920 году и греческая армия остановилась в 50 км от Константинополя.

## Высадка в Смирне

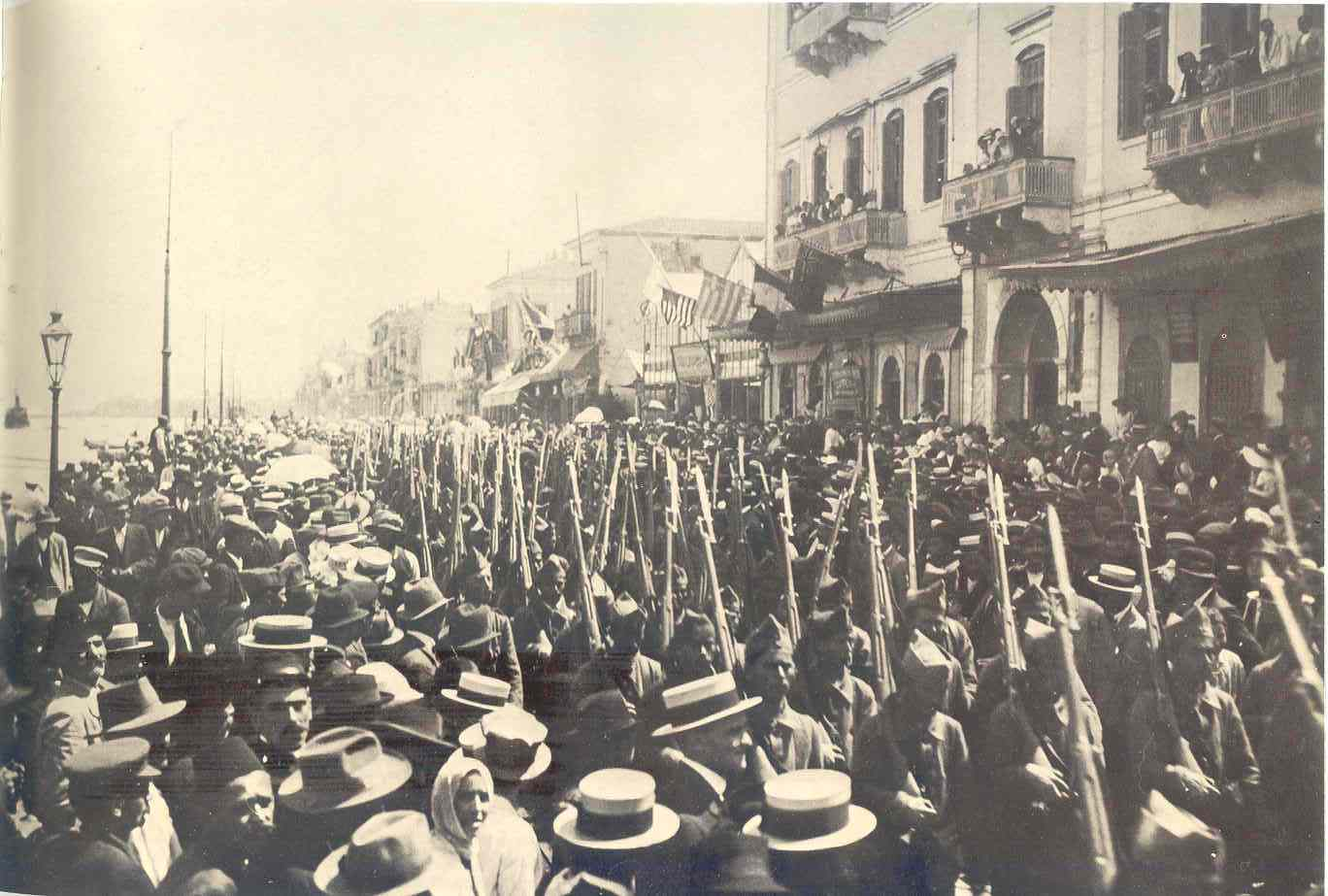
Высадка Первой дивизии в Смирне

Высадка в Смирне не была боевой десантной операцией.
Ещё с 7 ноября 1918 года присутствие кораблей Антанты в Смирне было непрерывным. После многомесячного пребывания в Смирне кораблей и военного персонала Антанты, включая греческие корабли и персонал, высадка I греческой дивизии предполагалась мирной и началась мирно.
1/14 мая губернатор Смирны получил уведомление британского адмирала Калтропа, что город будет занят союзными войсками.
В турецких казармах находились 4 тыс. солдат. Высадка была согласована с правительством султана и турецким командованием.
Последовавшие при высадке беспорядки были спровоцированы итальянцами, которые не могли успокоиться с «потерей» Смирны и подогревали брожение в турецких казармах:151.
Т. Герозисис пишет, что высадка была произведена «с некоторыми ошибками», что дало туркам возможность оказать «какое то сопротивление», «для создания впечатлений и обеспечения политических целей»:364.

### Первые греческие самолёты в Малой Азии

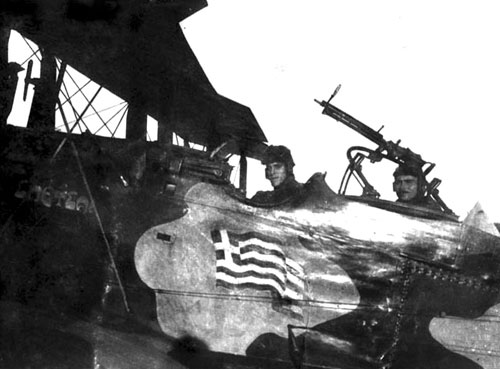
Самолёт «Спеце» типа Airco DH.9 De Havilland греческой морской авиации в Смирне, 1919 год. DH.9 был модификацией D.H.4 и предназначался для бомбардировки. Двигатель 240 л. с. Кроме груза двух 230-фунтовые или четырёх 112-фунтовые бомб, был вооружён двумя пулемётами: курсовой Виккерс для пилота и Льюис для наблюдателя (архив Службы Истории Военной Авиации).

В день высадки I дивизии в Смирне, в пригородном аэродроме Парадисос приземлился первый самолёт греческий морской авиации (пилот Пантелоглу, наблюдатель Пиеридис). Через 3 дня приземлились ещё 5 самолётов Морской авиационной службы (Ναυτική Αεροπορική Υπηρεσία — Ν.Α.Υ.) вылетевших из аэродрома Татой под Афинами:40.
18 июня с Лемноса прибыли ещё 3 самолёта.
На первоначальном этапе эскадрилья морской авиации не находилась в подчинении штаба экспедиционного корпуса, и сохранение контроля над эскадрильей командующим флота, который находился на броненосце «Авероф», создавало проблемы координации операций. Проблема была разрешена закреплением офицера морской авиации к штабу экспедиционного корпуса в Смирне.
В конце июля греческая морская авиация получила возможность использовать аэродром Казамир, который в Первой мировой войне использовала немецкая авиация (сегодня здесь располагается Аэропорт имени Аднана Мендереса (Измир)). Базируясь на этом аэродроме, эскадрилья получила официальное название «Морская Авиационная Эскадрилья Смирны» (Ναυτική Αεροπορική Μοίρα Σμύρνης — ΝΑΜΣ).
10 июля из Пирея в Смирну морем были доставлены истребители типа Camel. Этим же пароходом прибыли 17 пилотов Ν.Α.Υ., а также механики и административный персонал
Самолёты армейской авиации начали прибывать в июне. 15 июня 1919 года на лётное поле «Парадисос» Смирны прибыли первые 3 самолёта типа Breguet-14 533-й эскадрильи армейской авиации из Салоник. Через месяц к отряду прибавились ещё 3 самолёта, пока в сентябре вся 533-я эскадрилья не перебралась в Малую Азию:41.
Первоначально полёты греческих самолётов были ограничены длительными бюрократическими процедурами британских властей на получение авиационного топлива. Проблема временно была разрешена случайным обнаружением в Казамире подземных танков топлива, оставленных немцами после Первой мировой войны:40.
Также в подземных складах были обнаружены запасы бомб и гранат, что дало передышку в обеспечении боеприпасами греческих самолётов в Малой Азии.
Необходимости участия авиации в каких либо операциях греческой армии первоначально практически не было, поскольку армия контролировала предоставленный ей регион без особых проблем:42.

## Расширение плацдарма

Сама по себе высадка в Смирне не означала начало какой либо войны. Но она совпала с началом движения М. Кемаля и в турецкой историографии отмечается как первый акт «Войны за независимость».
Через четыре дня после высадки, 6 мая 1919 года Межсоюзнический совет, в составе президента США Вильсона, премьер-министров Великобритании Д. Ллойд Джорджа, Франции Ж. Клемансо и министра иностранных дел Италии С. Соннино, провёл экстренное совещание. Венизелос попросил разрешения на расширение плацдарма Смирны, для отражения турецких чет и обеспечения возвращения 300 тыс. беженцев, бежавщих на греческие острова после резни в Первую мировую войну. Разрешение было дано и греческая армия, по выражению историка Я. Капсиса была готова «освободить священные земли, после 5 веков оккупации иноземцами»:44-45.
К концу мая, c согласия союзников, греческие войска заняли весь вилайет Смирны, а с ростом налётов турецких чет на зону оккупации стали расширять её без согласия союзников:154:76.
28 июня, созданные в итальянской зоне и при поддержке итальянцев, турецкие четы совершили резню греческого населения в Айдыне. События вынудили правительство Греции срочно усилить экспедиционную армию в Малой Азии и назначить её командующим Л. Параскевопулоса, окончившего в своё время «Евангелическую школу Смирны». Война со стороны турок приняла характер этнических чисток. Историк Я. Капсис пишет, что резня в Айдыне должна была лишить всяких сомнений как союзников, так и греческое руководство в том, что случится с населением Ионии, когда греческая армия уйдёт из региона.

### Операция в Айдыне
Звено 3 самолётов Airco De Havilland D.H.9 Эскадрильи морской авиации с впечатляющими результатами приняло участие в боях по повторному занятию города Айдын, последовавших после резни в городе, до полного разгрома турок и преследования оставшихся в живых в итальянской зоны, где они скрылись.
Кроме Айдына, эскадрилья морской авиации приняла участие в операциях расширения греческой зоны в Омурлу Азли, в Адрамитион (Эдремит), Ивриди, Пергаме, Сома, Фиатере, Элликли и Филадельфии.

## Реорганизация греческой авиации в Малой Азии
20 декабря 1919 года армейские эскадрильи сменили свою союзную (французскую) нумерацию периода Первой мировой войны и получили номера согласно греческого алфавита. 532-я эскадрилья стала именоваться Α΄ эскадрильей, 533-я В΄ эскадрильей, 534-я эскадрилья (прибыла в Малую Азию в феврале 1920 года) Г΄ эскадрильей. Обе эскадрильи, В΄ и Г΄, базировались на аэродроме в Казамире. Вместе с прибывшим отрядом авиазавода (мастерских) Салоник, эскадрильи образовали т. н. Авиационный сектор Смирны:42.
Стандартным составом каждой эскадрильи было 8-12 самолётов.
Было создана Управление Авиационной Службы Армии (Διεύθυνση Αεροπορικής Υπηρεσίας Στρατιάς — ΔΑΥΣ), включившее в себя все авиационные силы в Малой Азии.
Созданная в августе 1919 года, Морская эскадрилья Смирны (ΝΑΜΣ), была разбита на 3 звена, каждое из которых было прикреплено к соответствующей армейской эскадрильи. Однако подчинение ΝΑΜΣ флоту продолжало создавать проблемы в координации действий:42.
До сентября 1919 года морская авиация в Смирне получала пополнение в людях и материалах, что позволило ей создать ещё 4 аэродрома в Севдикёе, Айдыне, Пергаме и Манисе. К октябрю 1919 года эскадрилья Ν.Α.Μ.Σ. располагала 25 самолётами, из которых 10 были разведчики-бомбардировщики типа De Havilland DH-9, а остальные 15 истребители типа Sopwith Camel.
С турецкой стороны, к ноябрю 1919 года турки располагали 11 самолётами российского производства, 2 самолётами Albatros, а также 17 старыми немецкими самолётами.

## Авиация в операциях 1920 года
Историки авиации отмечают, что до греческого наступления лета 1920 года операции греческой авиации можно охарактеризовать как «продвинутую фазу обучения», поскольку вражеская авиация отсутствовала и единственная угроза самолётам исходила от зенитного огня:43.
Сами наступления греческой армии, как и в случае с высадкой в Смирне, не были инициативой Греции, но были санкционированы союзниками, не желавшими выделить свои войска для разрешения вопросов, вызванных растущим движением кемалистов.
В марте 1920 года кемалисты начали массовую резню христианского населения на северо-западе полуострова, в зоне ответственности англичан и правительства султана. Ллойд Джордж попросил Венизелоса отправить в регион пару дивизий, но не для защиты населения, а для защиты Босфора. Венизелос отправил в Никомидию XI греческую дивизию.
Операции начались 9/22 июня и до 25 июня дивизия достигла возложенных на неё целей:341.
В ходе этих операций бригада «дивизии Ксанти», при поддержке кораблей флота, внезапно высадилась в Панормос, а затем, вместе с частями подходившими с юга заняла, столицу Вифинии, Бурсу.
В Панормос перебазировалась Эскадрилья Γ΄ армейской авиации.
Морская эскадрилья получила в марте 3 новых (взамен старых) D.H.9:43.

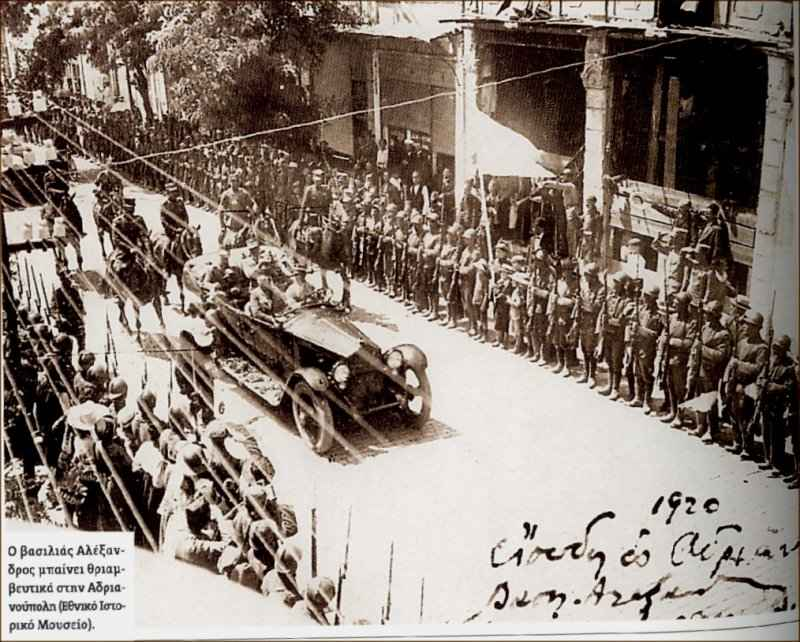
Вступление греческого короля Александра в освобождённый IX дивизией Леонардопулоса Адрианополь.

Греческая армия не предпринимала действий по занятию османских территорий без согласия союзников. Восточная Фракия была занята лишь в 1920 году. До этого Восточная Фракия, за исключением проливов находилась под контролем правительства султана.
Фракийская султанская армия, под командованием Д. Тайяра (Cafer Tayyar Eğilmez), насчитывала 3 дивизии.
Операция была санкционирована союзниками и Греция получила мандат на занятие Восточной Фракии, после того как Д. Тайяр заявил в марте 1920 года, что не признаёт более Мудросских соглашений и присоединился к движению кемалистов. Вместе с ростом кемалистского движения, действия Тайяра стали одной из причин оккупации Константинополя в марте 1920 года союзными, уже не символическими флотскими, а армейскими частями, и роспуска турецкого парламента:339.
Получив указание союзников, Венизелос приказал генералу Параскевопулосу подготовить армейский корпус для занятия Фракии.
Греческая Фракийская армия (ΙΧ дивизия генерала Г. Леонардопулоса, стоявшая в Ксанти, «дивизия Серр» генерала Э. Зимвракакиса, в Восточной Македонии и «дивизия Ксанти» генерала К. Мазаракиса) начала операции 14 мая.
Для поддержания операции, Α΄ эскадрилья армейской авиации, остававшаяся до того в Восточной Македонии передислоцировалась сначала в Дедеагач (22 мая), а затем в Дидимотихо (12 июня). Морская авиация отправила в помощь Α΄ эскадрильи звено 4 самолётов:43.
В начале июля, «дивизия Ксанти» внезапно высадила одну свою бригаду в Панормос на Мраморном море, и обеспечила использование этого порта для переброски сил из Малой Азии во Фракию.
В период с 9 по 19 июня/2 июля Малоазийская экспедиционная армия разгромила кемалистов на северо-западе Малой Азии и заняла Ушак:341.
В день занятия Ушака состоялся первый воздушный бой с начала похода.
Параллельно шло наступление греческой армии к Мраморному морю. 11 июня I корпус армии занял Филадельфию, 19 июня вышел к Панормос, 25 июня занял столицу Вифинии, город Пруса:45.
При этом, ещё до вступления греческой армии в город, греческий пилот Афанасиос Велудиос (1895—1992) из эскадрильи ΝΑΜΣ, не имея на то приказа и рискуя жизнью, приземлился на территории турецкой Военной академии Прусы и, под растерянные взгляды турецких офицеров и курсантов, театральным образом поднял на флагштоке греческий флаг, а затем, поднявшись в воздух, охранял его до подхода пехотных частей. В дальнейшем Велудиос стал известным греческим актёром.

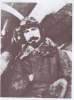
Иоаннис Дзерахис. Лётчик греческой морской авиации. Фактически единственный греческий лётчик убитый непосредственно в бою в ходе Малоазийского похода

В ходе этого наступления, 9 июня, пилот Иоаннис Дзерархис, на своём Nieuport и следуя привычной тактике греческих пилотов расстреливать турецкие окопы в бреющем полёте, был убит в ходе боя за Сараханли «из обычного маузера»:46.
По сути это был единственный греческий пилот убитый непосредственно в бою на протяжении всего Малоазийского похода.
В ходе этого наступления «Авиационный сектор Смирны» совершил 39 вылетов для координации действий войск.
Стремительное наступление греческой армии, в сочетании с отсутствием связи с наступающими частями, стали причиной непредвиденных потерь на земле. 16 июня самолёт D.H.9 из звена ΝΑΜΣ произвёл бомбёжку Балыкесира. На следующий день D.H.9 вновь предпринял бомбёжку железнодорожной станции города, пока экипаж не сообразил, что станция уже была занята греческими войсками. Ошибка стоила жизни одному греческому солдату. Наблюдатель Константин Цириготис предстал перед трибуналом, но был оправдан:46.
В ходе этого наступления были совершены полёты продолжительностью до 4 часов и на глубину 340—780 километров над вражеской территорией.
Технические неполадки были основной проблемой греческих экипажей. Самолёт пилотов Морфониоса/Пападакиса загорелся в воздухе. Пилоты были госпитализированы. Самолёт пилота Петропулеаса совершил вынужденную посадку в Нимфео. Пилот сумел сам отремонтировать самолёт и вернуться на базу.
После занятия греческой армией Прусы, турки, согласно рапортам греческих пилотов, отступили на более чем безопасное расстояние к востоку от города:47.
В первых числах июля в Прусе обосновалась Γ΄ армейская эскадрилья, усиленная самолётами Β΄ эскадрильи и ΝΑΜΣ.
18 июля был создан «Смешанный авиационный отряд Филадельфии» из самолётов армейской и морской авиации, в то время как Β΄ эскадрилья оставалась в Казамире:48.
Но в постоянном лётном состоянии были только 4 самолёта из 7 «Смешанного отряда Филадельфии», который с 26 августа перебазировался в Ушак:49.
После успехов на северо-западе Малой Азии, греческое командование приняло решение предоставить «дивизию Смирны» в поддержку операции по занятию Восточной Фракии. Для высадки «дивизии Смирны» союзное командование сформировало конвой, с сопровождением 4 английских и 6 греческих кораблей и 4 самолёта эскадрильи ΝΑΜΣ.
Фракийская армия форсировала реку Эврос 8 июля. Несмотря на своё двукратное превосходство в живой силе и трёхкратное в артиллерии, турки (и несколько тысяч болгарских «добровольцев») оказали незначительное сопротивление и отступили к болгарской границе. 9 июля первые греческие части вступили в Адрианополь. Вступление короля Александра и торжественная служба митрополита Поликарпа в православном соборном храме города состоялись 10 июля.
В числе тысяч пленных, был и генерал Тайяр, взятый в плен при попытке бежать в Болгарию.
По личному указанию Венизелоса, Тайяр был отправлен в Афины, с оказанием почестей подобающих его званию.
Α΄ эскадрилья вернулась в Дидимотихо, где оставалась до конца войны, в то время как предоставленное ей звено морской авиации вернулось в Афины:44.
Тем временем, «дивизия Смирны» генерала Александра Мазаракиса высадилась в Гераклии и Редестос 7 июля 1920 года. Сломив сопротивление турок при Люлебургазе и Чорлу, «Дивизия Смирны» развила наступление и остановилась, по приказу союзного командования, в 50 км от Константинополя.
Этот шаг был продиктован межсоюзническими соглашениями, но он полностью соответствовал геополитическим планам Венизелоса: Ещё в Балканские войны, командующий армии, наследный принц Константин задал Венизелосу вопрос, планирует ли правительство занять Константинополь. На что Венизелос ответил: «Нет, но мы встанем перед Константинополем настолько близко, чтобы, закурив сигару, у Вас было достаточно времени докурить её на Босфоре».

## Севрский мир — Падение Венизелоса

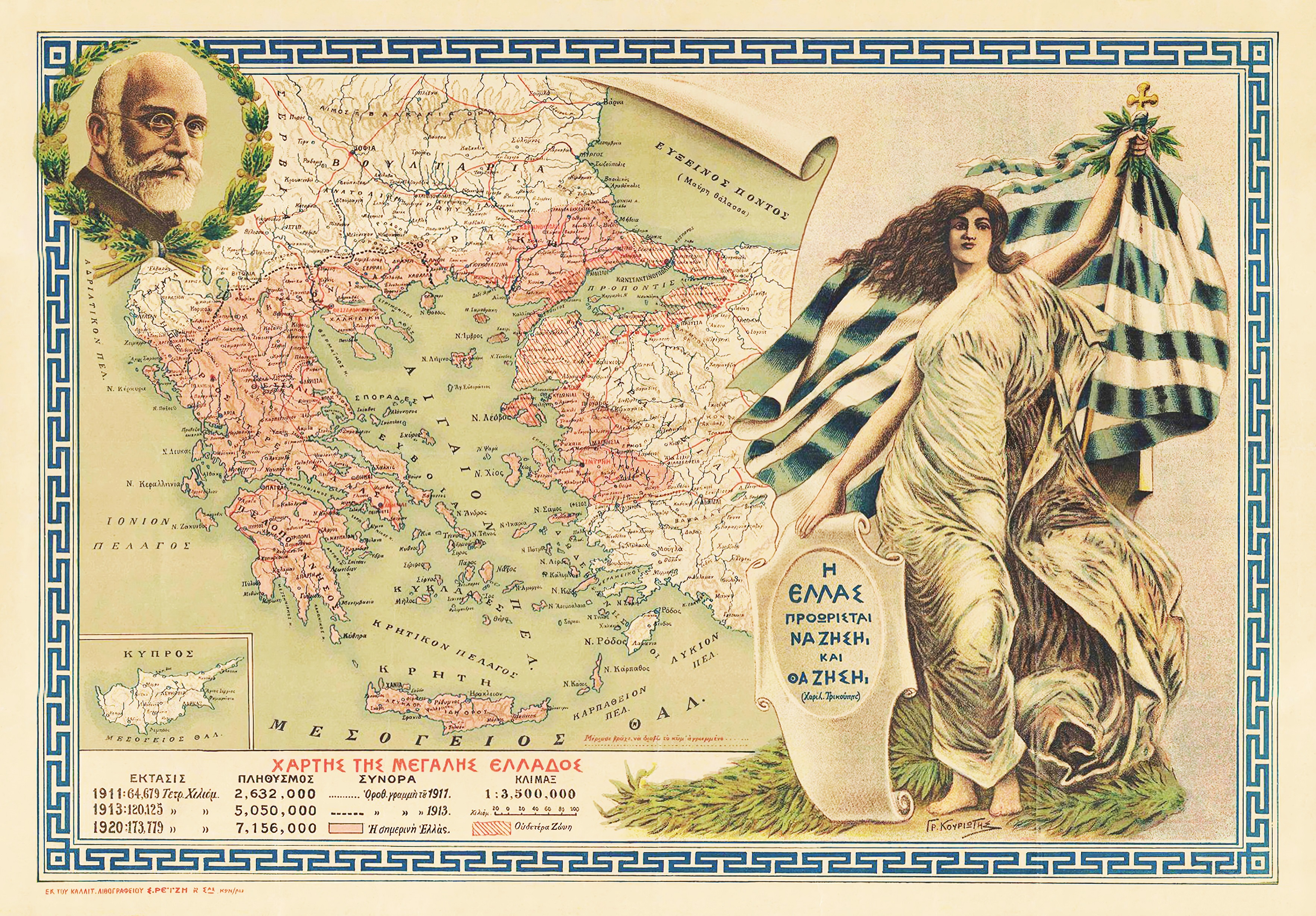
Греческие территории Малой Азии и Восточной Фракии согласно решениям Севрского мира

Севрский мирный договор 10 августа 1920 года закрепил временный контроль региона Смирны, где согласно американской статистики проживало 375 тыс. греков и 325 мусульман, за Грецией:340. Номинально регион оставался турецким, с перспективой решения его судьбы через 5 лет, на референдуме населения:16.
После этих дипломатических и военных побед Венизелос согласился на требование оппозиции провести выборы, уверенный в своей победе":A-187.
Монархистская «Народная партия» провела предвыборную кампанию под лозунгом «мы вернём наших парней домой». Получив поддержку, значительного тогда, мусульманского населения, на выборах 30 ноября 1920 года победила «Народная партия». Партия Венизелоса получила 308 тыс. голосов, монархисты 340 тыс., из которых 100 тыс. были голоса македонских мусульман:A-188.
Победа монархистов нанесла неожиданный и страшный удар внешнеполитическим позициям Греции и стала роковым событием для греческого населения Малой Азии. Союзники предупредили, что в случае возвращения в Грецию германофила короля Константина они прекратят финансовую помощь:345 и заморозят кредиты.
Возвращение Константина освободило союзников от обязательств по отношению к Греции. Уинстон Черчилль, в своей работе «Aftermath» (стр. 387—388) писал: «Возвращение Константина расторгло все союзные связи с Грецией и аннулировало все обязательства, кроме юридических. С Венизелосом мы приняли много обязательств. Но с Константином, никаких. Действительно, когда прошло первое удивление, чувство облегчения стало явным в руководящих кругах. Не было более надобности следовать антитурецкой политике»:30.

## Продолжение войны
Политические перемены кардинально изменили условия в которых действовали греческая армия, флот и авиация.
Если до того действия итальянских и французских союзников носили скрытый протурецкий характер, то после выборов ноября 1920 года, они приняли открытые формы.
Д. Дакин пишет, что действия Франции и Италии были «прелюдией последовашего предательства». «Поправ вопиющим образом свои обязательства и подписи, они, кроме всего прочего, возмутительно игнорировали вопрос о судьбе греческих, а также армянских христиан»:347.
Следует признать, что правительство монархистов, пришедшее к власти с пацифистскими лозунгами, не планировало занятия новых территорий. Но в отличие от итальянских и французских союзников, которые сепаратно обеспечивали свои интересы и уходили из Малой Азии, новое греческое правительство не могло оставить регион Смирны, не разрешив вопрос с его греческим населением.

## Участие Γ΄ эскадрильи в разведывательном наступлении конца 1920 года
Политические перемены резко ограничили финансовые и технические возможности страны для ведения войны.
В том что касается греческой авиации, она потеряла доступ к авиационному рынку Франции, который был для неё одним из основных в период Балканских и Первой мировой войн. Самолёты греческой авиации продолжали изнашиваться, проблема запасных частей становилась всё более острой и только профессиональные навыки и смекалка греческих механиков поддерживали их в лётном состоянии.
Тем временем, кроме российских самолётов, армия кемалистов начала получать самолёты от номинальных греческих союзников, французов и итальянцев.
В конце 1920 года III корпус греческой армии развил разведывательное наступление в секторе Эскишехира, прощупывая возможности и боеспособность новой армии кемалистов.
В ходе наступления на Эскишехир, разведывательные полёты Γ΄ эскадрильи приобрели огромное значение, в силу отсутствия или несоответствия карт с действительной топографией региона:50.
Наступление было отмечено первым тактическим успехом кемалистов при Инёню:46.
Наступление было также отмечено первой атакой турецкого самолёта против греческой пехоты (22-й полк в Акче Бунар):50.
III корпус армии 28 декабря завершил своё наступление и, получив достаточную информацию, вернулся на исходные позиции.
В последний день операции Γ΄ эскадрилья (командир Петрос Икономакос) хотела продемонстрировать новому командующему, А. Папуласу бомбёжку Эскишехира. Однако по механическим проблемам из 5 самолётов взлетел только один.
В ходе этого разведывательного наступления, I корпус армии, при поддержке самолётов ΝΑΜΣ, совершил отвлекающее наступление к Баназу и Сивасли.
При этом, с 27 по 31 декабря, самолёты ΝΑΜΣ, наряду с боевыми операциями разбрасывали листовки Этхем-черкеса, перешедшего после боя при Гедизе (24 октября — 17 ноября) на греческую сторону, и с 27 декабря начавшего своё восстание против кемалистов:50.

## Авиация в «Весеннем наступлении» 1921 года
Подпись правительства султана под Севрским соглашением уже ничего не означала.
Не находя решения в вопросе с греческим населением Малой Азии и после разведки боем в конце 1920 года, новое правительство решило окончить войну разгромом кемалистов и принуждением к миру.
При этом французский генерал Гуро заявлял, что для принуждения к миру в Малой Азии необходимо иметь 27 дивизий, но у греков было всего 9 дивизий:41.
В феврале Авиационный сектор Смирны был расформирован, поскольку одна эскадрилья находилась в Прусе, а другая в Смирне (Казимир). Эскадрильи и база ремонта перешли в прямое подчинение Управления Авиационных Соединений Армии.
Β΄ эскадрилья находилась далеко от фронта и передала часть своих самолётов Γ΄ эскадрильи базировавшейся в Прусе.
ΝΑΜΣ из Казимира усилила звено при Γ΄ эскадрильи в Прусе и своё фронтовое звено в Ушаке. Сама ΝΑΜΣ оставалась в операционном подчинении I корпуса армии:56.
28 февраля/10 марта 1921 года было подписано франко-турецкое соглашение, что позволило туркам перебросить силы на греческий фронт:31.
Итальянцы покинули Атталию, оставив Кемалю всё своё вооружение:32.
«Весеннее наступление» 1921 года, стало первой попыткой разбить армию Кемаля. Греческая армия одержала победу, но полного разгрома турок не достигла:48.
Наступление было отмечено также вторым тактическим успехом армии кемалистов при Инёню.
В марте, то есть в ходе греческого наступления, французы передали туркам 10 самолётов:54.
В ходе наступления, 12 марта, командир Γ΄ эскадрильи, Петрос Икономакос, вынудил к посадке в Эскишехире турецкий самолёт и расстрелял его на земле. Турецкий пилот был убит не выходя из самолёта. Используя терминологию турецких источников, в Эскишехире погиб «воздушный мученик» (Hava Şehitlerimiz) Ahmet Fehmi, но указывается дата 25 марта, что соответствует разнице двух календарей.
В период наступления Γ΄ эскадрилья совершала 3 вылета в день:58.
14 марта самолёт из ΝΑΜΣ (пилот Теофилос Халкотис, наблюдатель Константин Цириготис), стрельбой из пулемёта в бреющем полёте разогнал турецкую кавалерийскую роту.
16 марта самолёт Герардиса / Цириготиса, в силу технических проблем, совершил вынужденную посадку. Экипаж подвёргся нападению, в общем то безоружных, турецких крестьян. Пилоты были вынуждены отстреливаться пулемётом самолёта. Взяв в плен одного крестьянина, в качестве заложника для сохранности самолёта, лётчики пешком пошли к Афьон Карахисару, куда дошли в полдень следующего дня.
Для сокращения времени подлёта к линии фронта было принято решение разместить 2 самолёта на временной взлётной полосе у моста перед Афьон Карахисаром. Самолёты приземлились на этой полосе 17 и 18 марта и совершали оттуда вылеты вплоть до 23 марта.
Полёты ΝΑΜΣ из Ушака продолжались до конца марта:58.
Своеобразно оценивал действия морских лётчиков командир I корпуса армии, генерал А. Кондулис, которому греческая армия в значительной мере обязана своей конечной победой в «Весеннем наступлении». Генерал Кондулис, будучи доволен действиями ΝΑΜΣ и предложив её лётчиков к наградам за их вклад в победе при Тумлу Бунар, «успешно бомбя и расстреливая врага на поле боя и в тылу, где уничтожила ряд автомобилей двигавшихся к Тумлу Бунар», завершал свою оценку следующим образом: «Авиация полностью заменила в Первом корпусе армии, в том что касается разведки, отсутствующую кавалерию».

## Перед «Большим летним наступлением» 1921 года
Не достигнув полного разгрома кемалистов весной, греческое командование приступило к подготовке более масштабного «Большого летнего наступления» 1921 года.
Перед началом летнего наступления авиационные части были организованы следующим образом:
Β΄ и Δ΄ эскадрильи и ΝΑΜΣ были закреплены за Южной группой дивизий.
При штабе армейских эскадрилий было создано «Управление воздушной службы».
Завод (ремонтная рота) отделился наконец от Салоник, став независимой частью.
Эскадрильи организовали фотографические группы с подготовленными наблюдателями.
Впервые с начала похода, на некоторых самолётах были установлены рации.
A΄ эскадрилья оставалась во Фракии, оказывая при этом однако помощь эскадрильям в Малой Азии:62.
Β΄ эскадрилья (6 Breguet 14 A2/B2 и 2 Spad VII/XIII, командир Василиос Царпалис) остававшаяся в Смирне, перебазировалась 5 апреля в Ушак, в подчинение южной группы дивизий
Γ΄ эскадрилья (6 Breguet 14 A2/B2, 1 Spad VII/XIII 1 Nieuport 24/24bis/27) оставалась в Прусе. В июле прибыли ещё 5 Breguet 14 A2/B2 из Салоник. Командиром эскадрильи стал Томас Цолакос, сменив на этом посту Икономакоса, который перешёл в военное министерство.
Созданная в Салониках Δ΄ эскадрилья (4 Breguet 14 A2/B2 и 2 Dorand A.R.1, командир Георгиос Лебесис) вылетела 10 мая из Салоник в Казимир. При вылете, по механическим причинам, один самолёт A.R.1 разбился. Двое убитых. Получив ещё 3 Breguet 14 A2/B2, 3 Spad VII/XIII и 1 Caudron G.III, эскадрилья перебазировалась Ушак.
ΝΑΜΣ оставалась в Смирне, передав в Ушак по одному из своих фронтовых звеньев Β΄ и Δ΄ эскадрильям.
Фотографирование расположения турецких войск было успешным, поскольку турки ещё не умели маскироваться.
В период с 16 по 20 апреля Γ΄ эскадрилья оказывала поддержку III дивизии при зачистке Вифинийского Олимпа от чет кемалистов.
30 апреля была произведена бомбардировка турецкого аэродрома города Эскишехир:66.

### Итальянский эпизод
В апреле 1921 года произошёл эпизод, который характеризует действия (бывших) союзников и геополитические условия, в которых действовала греческая авиация и флот.
Самолёт греческой морской авиации типа De Havilland 9 с пилотами Х. Христидисом и Я. Псарудакисом на борту совершал разведывательной полёт над Салихлы, в 100 км восточнее Смирны. В тумане самолёт потерял ориентацию и, исчерпав ресурс топлива, совершил посадку на побережье в итальянском секторе, в 12 км южнее Эфеса. Итальянцы конфисковали самолёт, арестовали пилотов и перевезли их на остров Родос, находившийся под их контролем. Христидис оставался в итальянской тюрьме до окончания войны, но Псарудакис бежал и через Александрию выбрался в Афины.
Во время своего заточения Псарудакис узнал от местного грека, что на борту итальянского парохода «Навкратуса» находились самолёты, предназначенные кемалистам.
Псарудакис сумел передать информацию в Морское министерство в Афины, которое выслало на перехват парохода крейсер «Элли». При досмотре были обнаружены и конфискованы 8 новых итальянских истребителей типа Ansaldo A-1 Balilla, которые были доставлены в Татой под Афинами.
Однако за отсутствием запчастей, самолёты были оставлены в Афинах для подготовки пилотов и ограниченных полётов:67.

## «Большое летнее наступление» 1921 года
Правительство монархистов торопилось закончить войну и, почти сразу, после «Весеннего наступления» предприняло «Большое летнее наступление».
В ходе этого наступления греческая армия одержала победу в самом большом сражении войны при Афьонкрарахисаре — Эскишехире, где, как писал командующий армией, генерал А. Папулас, «если бы не были совершены колоссальные ошибки командиром II корпуса (А. Влахопулос) с полной уверенностью можно заявить, что армия кемалистов была бы полностью разгромлена у Кютахьи»:58.
Клещи греческих дивизий сомкнулись 3/16 июля у города Кютахья, но Исмет Инёню, осознав опасность, успел вывести свои войска из котла всего за несколько часов до того как клещи сомкнулись. Окружение и полный разгром турецкой армии не состоялись по причине неоправданной задержки II корпуса генерала А. Влахопулоса:58.
Папулас снял Влахопулоса с должности командира корпуса «за неспособностью» и назначил на его место командира XII дивизии принца Андрея:58.
С 5/18 июля греческие дивизии наступали от Кютахьи к Эскишехиру. Инёню информировал Кемаля, что обстановка становится критической. Кемаль прибыл на следующий день. Как пришет биограф Кемаля, Benoits-Mechin, оценив обстановку, он решил, что если турецкая армия останется у Эскишехира она будет разбита. Кемаль принял стратегическое решение отступить на 300 км и приступить к укреплению позиций перед Анкарой. И в Греции и в Европе создалась иллюзия окончательной победы:58.
Но турки успели «огрызнуться». Инёню правильно рассчитал, что после победы греческие дивизии оставались рассредоточенными и попытался внезапным контрнаступлением окружить III корпус армии генерала Полименакоса. Историк Д. Фотиадис пишет, что «это ему чуть было не удалось, если бы I дивизия генерала Франгу, не дралась бы с таким самопожертованием». Дивизия сумела отбить натиск трёхкратных турецких сил и, получив подкрепления, вынудила турок к отступлению. Хотя контрнаступление турок провалилось, оно показало, что турецкая армия ни к коем случае не распалась:61.

### Действия авиации в «Большом летнем наступлении» 1921 года
В начале наступления, со 2 июня, самолёты Β΄ и Δ΄ эскадрилей оказывали поддержку южной группе дивизий.
В небе над полями сражений стали появляться турецкие самолёты. Самолёт Spad VII/XIII пилота Петропулеаса погнался за одним из турецких самолётов, но, в силу технического состояния греческого самолёта, не смог догнать турка. 6 июня Петропулеас сумел догнать другой турецкий самолёт, но вновь без результата — заклинило пулемёт
9 июня группа 7 самолётов D.H.9 эскадрильи ΝΑΜΣ совершила первую массированную бомбардировку в направлении города Кютахья:68. Греческие самолёты без особых проблем производили фотографирование и разведку фронта протяжённостью 150 км и на глубину до 70 км, поскольку турецкие лётчики избегали боя:70.
Эскадрилья ΝΑΜΣ перебазировалась в Отурак. 16 июня эскадрилья подняла в воздух 6 самолётов, но по механическим причинам только 3 из них сумели долететь до цели.
20 июня ΝΑΜΣ совершила свою самую значительную бомбардировку в ходе наступления. 7 самолётов D.H.9, в сопровождении 1 армейского Spad произвели бомбардировку железнодорожной станции и аэродрома Кютахьи. В ходе этой операции, самолёт D.H.9 лётчиков Филиппаса и Коцулакаса сбил турецкий самолёт, попытавшийся помешать бомбардировке. Не располагаем именем сбитого турецкого пилота:70.
В северном секторе наступления Γ΄ эскадрилья начала свои вылеты в поддержку наступающих частей с 1 июня. Но в тот же день 2 вылета не состоялись по техническим причинам. 8 июня из Прусы на бомбардировку Эскишехира вылетели 3 самолёта, но до целей долетели только 2. Однако этим 2 самолётам удалось разбомбить железнодорожную станцию города и ангары аэродрома:71.
Поскольку Малоазийская армия обладала ограниченными силами, греческое командование попросило англичан освободить XI дивизию, посланную Венизелосом по просьбе Ллойд Джорджа летом 1920 года в Никомидию, для защиты Босфора и Константинополя.
Известие о уходе дивизии всколыхнуло христианское и черкесское население региона, которое в течение 1920—1921 года было объектом массовой резни. Под прикрытием эскадры флота, были эвакуированы 33 тыс. беженцев.
XI дивизия, на пути к основным силам армии, обошла Измитский залив, разгоняя на своём пути турецкие четы. 10 июня дивизия дала бой на прибрежных высотах западнее Биледжика, поддерживаемая огнём греческих эсминцев.
По мере удаления XI дивизии от побережья, в период с 12 по 14 июня, Γ΄ эскадрилья приняла прикрытие дивизии с воздуха:71.
В силу малого числа истребителей, бомбардировщики сопровождались несколько часов, но не на всём протяжении их маршрутов.
16 июня было отмечено появлением турецкого самолёта сбросившего 3 бомбы на расположение III греческой дивизии. 2 греческих истребителя бросились в погоню, но турецкий самолёт, обладая большей скоростью, ушёл от погони:71.
Эскадрильям Β΄ и Δ΄ было приказано держать в готовности по 2 самолёта, на случай появления самолётов противника.
Бомбардировка 27 и 28 июня была поручена исключительно самолётам ΝΑΜΣ.
27 июня эскадрилья Δ΄ совершила только один разведывательный полёт, поскольку 4 других были отложены по механическим причинам, ставшими ежедневной проблемой:72.
28 июня командир эскадрильи Δ΄, Василиос Котро́цос, вместе с сержантом Константином Галано́пулосом, совершил вынужденную посадку на вражеской территории. Пилоты попали в плен, сумев уничтожить перед этим пулемёты и документы.
29 июня 6 самолётов D.H.9 эскадрильи ΝΑΜΣ произвели бомбардировку железнодорожной станции Афьон Карахисар. На следующий день в город вступили греческие части.
2 июля, в разведывательном полёте, самолёт пилотов Маракоса/Деаса пал у села Хаджикёй, после того как заглох двигатель. Пилоты не пострадали
4 июля 2 самолёта ΝΑΜΣ произвели бомбардировку железнодорожной станции Кютахьи. В тот же день греческие части вошли в город.
6 июля эскадрилья ΝΑΜΣ перебазировалась в Афьон Карахисар, а Β΄ эскадрилья в Кютахью:73.
Трагическим примером продолжающихся проблем координации морской авиации с частями армии стала бомбардировка 3 самолётами ΝΑΜΣ и 1 самолётом Δ΄ эскадрильи частей III дивизии у Эскишехира. Морские лётчики однозначно не знали, что город уже занят греческой армией. В результате погиб один и были ранены 30 греческих солдат:74.

## Поход на Анкару
13/26 июля 1921 года, в занятой греческой армией Кютахье, состоялось совещание командования экспедиционной армии. На следующий день прибыл премьер Гунарис и был созван «Большой Военный Совет». Правительство торопилось закончить войну и решило наступать далее. 28 июля/10 августа 7 греческих дивизий форсировали Сакарью и пошли на восток.
Греческие историки Сарандос Каргакос и Димитрис Фотиадис:82 именуют поход этих 7 дивизий «эпосом греческой армии». Армия проявила свои боевые качества, понесла тяжёлые потери в ходе последовавшего «эпического сражения», где победа была близка:357, но исчерпав все свои материальные ресурсы и не располагая материальными и людскими резервами не смогла взять Анкару, в порядке отошла назад, за Сакарью. И в греческой и турецкой историографии отмечается, что оставшаяся не только без снарядов, но и без патронов, греческая армия была близка к победе и в их работах часто присутствует слова «если бы». Один из биографов Кемаля, Месин, пишет: "Если бы греческая атака продержалась ещё несколько минут (!) Кемаль приказал бы отход, чтобы избежать катастрофы:109:223.
Историк Д. Фотиадис пишет: «тактически мы победили, стратегически мы проиграли»:115. Правительство Гунариса удвоило подконтрольную ему территорию в Азии, но возможностями для дальнейшего наступления не располагало. Не решив вопрос с греческим населением региона, правительство не решалось эвакуировать армию из Малой Азии. Фронт застыл на год.
Эрнест Хемингуэй, освещая эти события в качестве журналиста, и несколько упрощая причины, через год писал: «Греки были воинами первого класса и, наверняка, на несколько ступеней выше армии Кемаля… эвзоны заняли бы Анкару и завершили войну, если бы не были преданы. Когда Константин пришёл к власти, все греческие офицеры на командных постах были сразу понижены в должности. Многие из них получили свои погоны за мужество на поле боя. Они были отличными воинами и вождями. Это не помешало партии Константина изгнать их и заменить их офицерами, которые не слышали и единого выстрела. В результате фронт был прорван».

### Действия греческой авиации в боях на подступах к Анкаре
Γ΄ эскадрилья перешла из Прусы в Эскишехир и вместе с Β΄ эскадрильей образовала авиационный сектор Эскишехира. В Эскишехире остался и персонал Δ΄ эскадрильи, который был включён в этот сектор.
ΝΑΜΣ не последовала за армией к востоку от реки Сакарья, но осталась с одним звеном в Ушаке и другим в Афьон Карахисаре.
15 июля звено ΝΑΜΣ Афьон Карахисара произвело 11 вылетов, 9 из которых были бомбёжка железнодорожной станции Чай и железнодорожной линии к ней:76.
Турецкие самолёты продолжали тактику поспешных разведывательных полётов с последующим удалением.
До начала наступления за Сакарью, для восполнения потерь, Γ΄ эскадрилья получила 3 самолёта Breguet 14 A2/B2 из Салоник, а ΝΑΜΣ в Ушаке 2 самолёта D.H.9 из Татой.
1 августа, с началом наступления на Анкару, начались боевые вылеты эскадрилий.
С 6 августа самолёты Γ΄ эскадрильи постепенно перебазировались на аэродром Хаджи Али Оглу, поближе к театру военных действий.
ΝΑΜΣ в тот же период прикрывала IX дивизию, которая шла на соединение с II корпусом армии.
3 августа самолёт пилотов Мосховакиса/Филиппо́пулоса из ΝΑΜΣ совершил вынужденную посадку на вражеской территории. Лётчики успели сжечь свой самолёт, были пленены и оставались в плену до конца войны:77.
11 августа начались бои под Анкарой.
Β΄ эскадрилья также перешла в Хаджи Али Оглу, где уже находилась Γ΄ эскадрилья:77.
И турецкие и греческие источники пишут, что общее число греческих самолётов принявших непосредственное участие в боях за Анкару не превышало 18:75.
Турецкие самолёты стали появляться над наступающими греческими частями.
12 августа турецкие самолёты обстреляли III дивизию, 14 августа XII дивизию (4 раненных), 15 августа был обстрелян штаб III дивизии (2 убитых, 7 раненных:85), что подтверждало усиление авиации кемалистов.
С другой стороны, турецкие источники приводят имена трёх турецких лётчиков погибших в период боёв за Анкару (Halil Bey 13.8.1921, Behcet Bey и Suleyman Sirri 18.8.1921), не уточняя детали их гибели.
К 22 августа греческая армия сумела прорвать линию оброны и занять линию Кара Даг- Корсакли — Чал Даг -Ардиз Даг — Кале Гротто:78.
И в последних боях 29-30 августа сражения перед Анкарой, греческие дивизии продолжали одерживать победы и брать пленных в больших числах:114).
Онако решение об отходе было уже принято и отход был совершён без проблем 31 августа всеми тремя корпусами греческой армии. В тот же день части I и XIII греческих дивизий подверглись бомбардировке турецкими самолётами (1 убитый и 8 раненных, и 1 убитый и 17 раненных соответственно):79.
Одновременно с отходом пехотных дивизий, самолёты греческой армейской авиации перебазировались с аэродрома Бейлик Кёпру в Сагджилар.
2 самолёта Γ΄ эскадрильи из Ушака были переданы в Эскишехир (30 августа).

## Тупик
Командование армии отдавало себе отчёт о реальном положении и письмом генерала А. Папуласа от 8/21 сентября информировало правительство, что после 9 лет непрерывных войн требуется завершение похода (то есть политический выход из тупика):158.
Позиционируя себя победителями, монархисты не могли отступить. Армия продолжала удерживать фронт «колоссальной протяжённости, по отношению к располагаемым силам», что по заявлению А. Мазаракиса, кроме политических ошибок, стало основной причиной последовавшей катастрофы:159.
Страна не располагала финансами для продолжения войны. Пятимесячный тур премьер-министра Д. Гунариса по союзным столицам, был безрезультатным, после чего он подал в отставку 29 апреля 1922 года. Премьером стал Н. Стратос:167.
К тому времени был напечатан большой объём ничем не покрытых банкнот. Министр финансов П. Протопападакис был вынужден предложить, оригинальный для истории мировых финансов, способ немедленного получения денег. Банкноты в обращении были рассечены на две части. Левая продолжала использоваться владельцем банкноты, но сохраняла только половину номинального значения. Правая, также имевшая половину номинала, использовалась для приобретения государственных облигаций. Так за день, 24 марта 1922 года, государство, которое с 1912 года, 10 лет находилось постоянно в войнах, получило полтора миллиарда драхм, что дало правительству возможность продолжить войну ещё несколько месяцев:167 и, по выражению Д. Фотиадиса, обеспечить армию «селёдкой, ставшей почти единственной пищей наших солдат»:A-200.
Нерешительность правительства в принятии политических или военных решений, как то отход на менее растянутую линию обороны вокруг Смирны, привела к отставке А. Папуласа. На его место был назначен родственник премьера Н. Стратоса, «неуравновешенный»:169 Г. Хадзианестис. Первые же шаги Хадзианестиса имели далеко идущие трагические последствия. Находясь в Смирне, в сотнях километров от фронта, он взял на себя непосредственное командование всеми 3 корпусами армии. Вторым шагом стала его «бредовая идея» занять Константинополь силами двух дивизий, в качестве шантажа союзников и Кемаля:171.

### Греческая авиация в период застоя на фронте

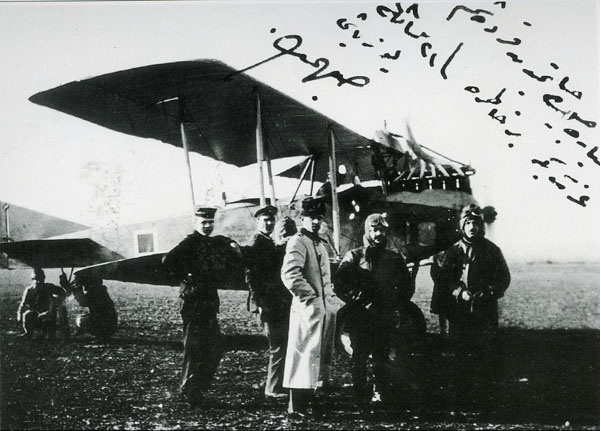
Турецкий Albatros C.III, апрель 1922 года.

Β΄ эскадрилья вернулась в Эскишехир, где в сентябре 1921 года обосновалась и Γ΄ эскадрилья. Δ΄ находилось в Ушаке, вместе с одним звеном ΝΑΜΣ. Другое звено ΝΑΜΣ было расположено в Афьон Карахисаре.
В октябре в ΝΑΜΣ Смирны прибыли новички, дав возможность ветеранам похода отдохнуть.
В целом, в течение 1921 года, греческая авиация продолжала удерживать контроль в воздухе:81.
В январе 1922 года авиация кемалистов получила от французов 20 самолётов Breguet и Spad, а также 10 итальянских самолётов.
В тот же период, истощение финансов греческого государства способствовало износу самолётов греческой авиации и делало её потери невосполнимыми. Греческие самолёты безуспешно гонялись за новыми турецкими самолётами, проигрывая им в скорости:83.
Несмотря на то, что на земле военные действия были практически заморожены, греческая авиация продолжала боевые вылеты.
10 января 1922 года командир авиации в Малой Азии, капитан Мильтиад Пападо́пулос, приказал разбомбить дивизион турецкой артиллерии в селе Кёплу севернее Прусы.
Γ΄ эскадрилья успешно выполнила задачу. Но в результате того, что турецкий артиллерийский дивизион располагался в самом селе, сопутствующего ущерба избежать не удалось. В апреле 1922 года турки попытались вынесли эпизод Кёплу на Генуэзскую конференцию как сознательное разрушение села греческой авиацией, совершённое без приказа командующего:82.
25 мая 1922 года турецкие самолёты предприняли бомбардировку позиций V греческой дивизии, нарушив тем самым негласное перемирине на линии фронта.
Командир выдвинутых звеньев ΝΑΜΣ, Пантелис Психас, получил приказ ответить.
27 мая 6 самолётов D.H.9 вылетели из Афьон Карахисара и полчаса бомбили турецкую дивизию в Баяте (7 убитых и 70 раненных). В ходе бомбардировки греческие самолёты сбросили металлические таблички, где на турецком языке было написано: «Мы вас не бомбили, но вчера вы бомбили наши позиции. Это ответ на вашу бомбардировку. Если повторится…»:84.
13 июня самолёт D.H.9 из ΝΑΜΣ перехватил и пытался принудить принять бой турецкий Breguet, который спешно удалился. После этого эпизода турецкая авиация бездействовала почти 12 дней:85.
25 июня турецкий самолёт, совершавший разведывательный полёт, пал по механической причине у Эскишехира. Турецкие лётчики выжили, но были пленены.
26 июня в том же секторе состоялся ещё один безрезультатный воздушный бой.
В июле турецкая авиация получила ещё 50 самолётов, и в численном отношении однозначно стала превосходить греческую авиацию в Малой Азии. Греческие лётчики делали всё возможное чтобы сохранить своё господство в воздухе:85.
В конце июля звено ΝΑΜΣ из Афьон Карахисара перебазировалось в Ушак, в то время как оставшееся оборудование и персонал обеспечения были перевезены в Смирну:85.

### Эпизод Ставропулоса

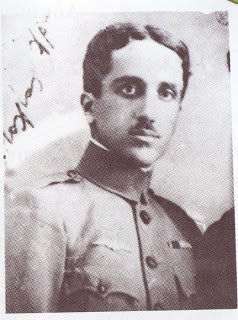
Греческий военный лётчик Христофор Ставропулос (1902—1923).

В΄ эскадрилья армейской авиации оставалась в Гаримдже, где её основной задачей была воздушная разведка. Однако только в первой декаде июля эскадрилья совершила 7 перехватов и преследований.
12 июля исход ставших обычными перехватов стал иным.
II корпус армии информировал эскадрилью по телефону, что над его позициями летал турецкий самолёт.
Первым взлетел сержант Пападакос на самолёте Nieuport, а затем сержант Христофор Ставро́пулос на самолёте Spad.
Ставропулосу удалось расстрелять турецкий самолёт с дистанции в 50 метров:85.
Погибли 2 турецких «воздушных мучеников» (Hava Şehitlerimiz) пилот лейтенант Ahmet Bahattin Bayram и наблюдатель майор Cemal Bey, который был также командиром аэродрома Чай.
Во многих греческих источниках пишется о рыцарском поведении Ставропулоса по отношению к сбитым им лётчикам противника.
Ставропулос обеспечил похороны погибших лётчиков по мусульманскому ритуалу и мусульманскими священниками, известив турок ракетой о временном перемирии. После чего он сбросил над турецким аэродромом коробку с личными вещами погибших и своим письмом. В своём письме Ставропулос писал:

Информируем вас, что два ваших пилота, Кемаль Бей и Ахмет Бахатин, с честью пали в бою с греческими пилотами. Верните их личные вещи их семьям и скажите им, что они были похоронены со всеми воинскими почестями и согласно их религии.

Константин Топалидис в своей работе передаёт эпизод как проявление коллективного благородства греческих военных: Тела двух турецких пилотов были отправлены в Афьон Карахисар и переданы мусульманскому духовенству для совершения похорон по мусульманскому обряду. На похоронах присутствовал командующий II корпуса армии, похороны сопровождал греческий духовой оркестр. 14 июля самолёт пилотов Хадзикамариса/Деаса сбросил над турецким аэродром пакет с коллективным посланием греческих пилотов:86.

### Конец июля 1922 года
Деятельность В΄ эскадрильи продолжилась и в оставшиеся дни июля, совершая разведку и перехваты. 28 июля взлетели 5 самолётов эскадрильи на перехват такого же числа турецких самолётов:86.
Также в июле Г эскадрилья в ходе воздушных боёв заполучила пленными турецких лётчиков, от которых узнала о существовании турецкого аэродрома в Бали Веран.
Для успокоения сослуживцев и родственников пленных, греческие самолёты сбросили их письма над турецким аэродромом.
В целом разведывательные данные греческих эскадрилий подтверждали информацию о готовившимся турецком наступлении:87.

## Перед турецким наступлением
Перед началом турецкого наступления греческие авиация в Малой Азии насчитывала около 55 самолётов.
Морская авиация располагала 10 самолётами Airco De Havilland D.H.9. (в Ушаке и Смирне).
Армейская авиация располагала 25-30 разведывательными/бомбардировщиками и 10-15 истребителями распределёнными по эскадрильям Β΄, Γ΄ и Δ΄ на аэродромах Гаримдже, Эскишехира и Афьон Карахисара соответственно.
В действительности общее число располагаемых самолётов не превышало 25-30, поскольку остальные находились в ремонте.
К началу турецкого наступления турецкая авиация была не только моложе, но и превосходила греческую в числах.
Турки летали на всём протяжении фронта и пытались не допустить греческие самолёты в свой сектор, вглубь которого греческие самолёты не могли летать по техническим причинам.
Согласно заявлению греческого пилота, В΄ эскадрилья могла фотографировать на глубину не более 300—500 метров от линии фронта.
30 июля в Ушаке была сформирована Ε΄ эскадрилья, под командованием капитана Деаса:80.
В начале августа поступило (подозрительное для сторонников идеи заговора) указание: Персоналу ΝΑΜΣ в Афьон Карахисаре было разрешено вернуться в Грецию — самолёты были переведены в Ушак, остальные были складированы в Казамире, Смирна
Также часть самолётов Г΄ эскадрильи были переведены во Фракию.
8 августа лейтенанты Михас/Димитриадис, в ходе разведывательного полёта были обстреляны турецким самолётом, но наблюдателю удалось сбить турка. Не располагаем именами погибших турок.
12 августа появление в воздухе турецких истребителей вынудило греческую авиацию впредь в обязательном порядке сопровождать разведывательные самолёты своими немногочисленными истребителями.

## Эвакуация армии и флота из Малой Азии
Правительство монархистов объективно не могло прекратить войну не находя решения с греческим населением Малой Азии, но с другой стороны, из политических соображений и позиционируя себя победителем, не решалось принять необходимые политические или военные решения, как то отход на менее растянутую линию обороны вокруг Смирны.
22 июля/4 августа 1922 года Ллойд Джордж, в своём гневном антитурецком выступлении в Палате Общин обвинил союзников, что в то время как они мешают грекам занять Константинополь и вести войну так, как они считают нужным, турки получают оружие из Европы. Речь Ллойд Джорджа обеспокоила Кемаля, опасавшегося, что Британия может оставить политику нейтралитета и он решился, через год после относительного затишья, предпринять своё наступление:353.
Турецкое наступление началось в ночь с 12 на 13/26 августа 1922 года силами 12 пехотных и 4 кавалерийских дивизий. Туркам удалось без особого труда вклиниться в расположение между I и IV греческих дивизий:174.
«Все военные и политические аналитики считают, что причиной прорыва была недостаточность сил для фронта протяжённостью в 800 км». Даже там, где плотность была большей, между дивизиями существовали незащищённые участки в 15-30 км:159.
Д. Дакин пишет, что в том что турки дошли до Смирны можно обвинять греческое руководство, но не греческого солдата. Он пишет, что греки, в ходе войны, нанесли туркам серьёзные потери, и что турки были обессилены и не были в состоянии вынести другие испытания. В заключение Дакин пишет, что «как и при Ватерлоо, большое сражение могло иметь этот или противоположный исход»:357.
Последний командующий экспедиционным корпусом генерал Г. Полименакос (24 августа 1922) издал один единственный приказ: оставление Смирны и отход частей корпуса на Эритрейский полуостров (Чешме) для их дальнейшей эвакуации кораблями флота и торговыми судами на близлежащие греческие острова.

### Греческая авиация в ходе эвакуации армии из Малой Азии
Перед турецким наступлением, в августе 1922, соотношение сил в воздухе кардинально изменилось в пользу турок: кроме советских и старых османских самолётов, по выражению Д. Фотиадиса «небо над выступом Эскишехира бороздили 50 самолётов, переданных кемалистам французами, остававшимися номинально союзниками Греции»:174.
Невзирая на изменившееся соотношение сил, греческие пилоты удерживали контроль в воздухе.

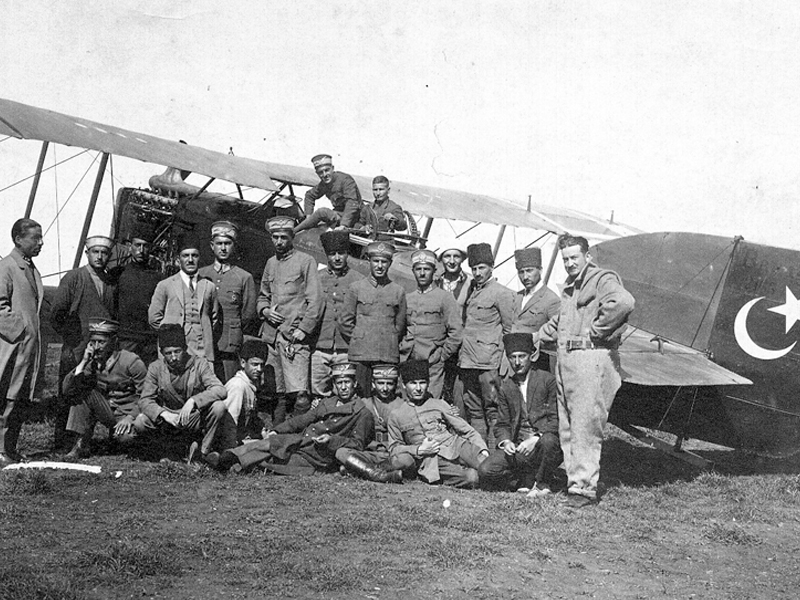
Французский Breguet 14 в составе авиации кемалистов

13 августа началось перебазирование самолётов из Афьон Карахисара в Ушак. При этом греческие лётчики сжигали свои ангары, оборудование и документацию.
Остальные самолёты Δ΄ эскадрильи перелетели в Эскишехир и вошли в состав Г΄ эскадрильи.
Из Ушака, где располагалась Ε΄эскадрилья, звено ΝΑΜΣ и пилоты В΄ и Δ΄ эскадрилий продолжали полёты до 19 августа, после чего улетели в Казамир.
Одновременно Γ΄эскадрилья перебазировалась в Прусу.
Основной задачей греческой авиации на этом, последнем, этапе войны, стала передача (сброс) информации отступающим частям армии для их выхода из окружения и, в меру возможного, препятствовать кавалерии турок замыкать кольцо окружения.
В частности, сброшенный 20 августа/2 сентября с самолёта лейтенантов Лукидиса/Ксиро́са металлический сосуд с информацией о позициях и состоянии греческих сил, а также о движениях неприятеля, стал «спасительной доской» для героической «Отдельной дивизии», совершавшей марш по тылам наступающей турецкой армии.
21 августа из Салоник в Филадельфию прибыл капитан Икономакос, принявший дела у капитана Цо́лкоса:92.
Все самолёты из Филадельфии перелетели в Смирну. В Филадельфии остались 3 экипажа (Икономакос/Зографос, Заимис/Деос, Хадзикамарис/ Козиракис), которые продолжали разведывательные полёты и вылетели в Казамир через день:93.
22 августа В΄ эскадрилья была расформирована.
Все самолёты армейской и морской авиации находившиеся в Смирне действовали до 25 августа, когда начался их вылет на греческие острова и континент.
Наблюдатель Деас 25 августа, наряду с расположением турок, докладывал: «Все города испепелены турками, Маниса и Касамба в огне».
26 августа 9 самолётов ΝΑΜΣ вылетели из Казамира в Татой (один совершил вынужденную посадку «неизвестно где»).
В тот же день вылетели самолёты армейской авиации, кроме трёх остававшихся «на всякий случай». (Е’ эскадрилья вылетела на Лесбос, остальные самолёты в Салоники).
Г’ эскадрилья из Прусы перебазировалась в Бандырму, а затем, 3 сентября в Александруполис.
По тому же маршруту перебазировались и самолёты Δ΄эскадрильи:95.

## Авиация в восстании 1922 года и перед возможным возобновлением военных действий
Почти сразу после эвакуации армии из Малой Азии, все самолёты армейской авиации были собраны в Александруполисе, под командованием майора Хадзизафириу, чьи авиационные силы предназначались для несостоявшегося занятия Константинополя.
11 сентября 1922 года, за два дня до начала резни и разрушения Смирны турками, эвакуированные на острова Хиос и Лесбос воинские части начали своё антимонархистское восстание.
Майор Хадзизафириу со своими самолётами примкнул к восставшим.
Самолёты были использованы для координации действий восставших частей и кораблей флота.
В частности наблюдатель Деас, первоначально на самолёте пилота Заимиаса, а затем на самолёте пилота Хадзикамариса, был использован полковником Пластирасом в качестве связного с кораблями флота и генералами в Афинах, где Деас приземлился в военном лагере в Гуди 12 сентября:98.
В тот же день, другой самолёт, вылетевший с острова Лесбос, разбросал над Афинами листовки с ультиматом восставших.

## На грани новой войны
Почти сразу после революционных событий в Греции, союзники вынудили новое революционное правительство в октябре 1922 года подписаться под Муданийским перемирием, которое предусматривала передачу Восточной Фракии туркам без боя.
У кемалистов не было никаких реальных шансов для занятия Восточной Фракии. Греческие корабли надёжно прикрывали проливы и европейский берег Мраморного моря.
Г. Спендзос пишет, что Греция согласилась оставить Восточную Фракию не по военным, а по политическим причинам. Он пишет, что в военном отношении кемалисты не могли переправить свои войска на европейское побережье проливов и Мраморного моря.
Э. Хемингуэй, будучи военным корреспондентом газеты «Toronto Star» описывал события так: «Для Греции 1922 года, Фракия была как Битва на Марне — там будет сыграна и выиграна вновь игра. Зрелище было потрясающим. Вся страна находилась в военной горячке (…) А затем случилось неожиданное: союзники подарили Восточную Фракию туркам и дали греческой армии крайний срок 3 дня для её эвакуации…».
Хемингуэй был потрясён картиной греческих солдат, оставлявших Восточную Фракию в октябре 1922 года: «Весь день я наблюдал как они проходили передо мной. Усталые, грязные, небритые, гонимые ветром. И вокруг них молчание поражённой внезапным Фракии. Они уходили. Без оркестров, без маршей….! Эти мужи были знаменосцами славы, которая совсем недавно именовалась Греция. И эта картина была концом второй осады Трои».
Но мир ещё не был подписан.
В этих дипломатических и военно-политических условиях 7/20 ноября 1922 года в Лозанне началась международная конференция для достижения мира:364.
Грецию представлял Венизелос, Турцию И. Иненю, Великобританию лорд Керзон, Францию премьер Пуанкаре, Италию Б Муссолини.
Д. Дакин пишет, что, для принуждения турок к миру, главным козырем в руках лорда Керзона, как и Венизелоса, была реорганизованная Фракийская армия, которая могла "с британской поддержкой (или без неё) молниеносно занять Константинополь и изгнать турок из Восточной Фракии:364.
Фракийская армия, перешедшая из Восточной в Западную Фракию, в январе 1923 года состояла из 3 корпусов, включавших в себя 9 пехотных и 1 кавалерийскую дивизию, насчитывавших в общей сложности 110 тысяч человек.
В силу своей боеспособности, достигнутой за столь короткий период, Фракийская армия именуется в греческой и иностранной литературе «Чудом Эвроса».
Согласно Д. Дакину, учитывая то что у греческого флота не было противника, что делало практически невозможным для турок переброску войск из Малой Азии, турки были не в состоянии остановить греческую Фракийскую армию:364.
Командование армии и флота было настроено воинственно и полно оптимизма.
Однако Венизелос учитывал финансовое состояние страны и усталость народа от бесконечных войн и был полон решимости положить конец военному десятилетию.
Он прозондировал возможность получения у союзников финансовой помощи, без которой страна была не в состоянии вести продолжительную войну. Ответы были неутешительными.
После того как Венизелос поставил свою подпись под соглашением, адмирал А. Хадзикирьякос, вместе с генералом Т. Пангалосом, послали ему следующую телеграмму: «Мы вынуждены принять, ради чести Греции, это решение, несмотря на то, что оно было принято вразрез с чётким письменным указанием министру иностранных дел. Командующие армии и флота скорбят со вчерашнего дня и более не доверяют делегации»:398.
Фракийская армия и военно-морской флот Греции стали в конечном итоге ценным оружием в руках Венизелоса для ведения переговоров.
Г. Спендзос считает, что если бы Венизелос сумел обеспечить хотя бы финансовую поддержку, то он «первым» и однозначно дал бы приказ повторного занятия Восточной Фракии.
Однако поскольку на горизонте не высматривалось ни финансовая, ни военная помощь, Венизелос, будучи прагматиком, счёл что для обессиленой десятилетними войнами страны, обременённой к тому же миллионом беженцев, возобновление военных действий было бы нереальным.

### Греческая военная авиация между Муданийским и Лозаннским соглашениями

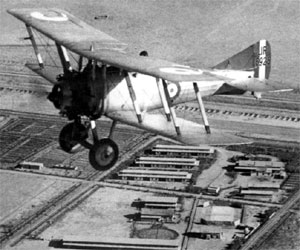
Истребитель «Mars» (модификация Nieuport Nighthawk).

Александруполис, где после вылета из Малой Азии было собрано большинство самолётов греческой армейской авиации, оказался на линии фронта возможной новой войны.
В январе 1923 года, по выражению К. Топалидиса «после праздника», прибыли заказанные для Малоазийского похода английские истребители «Mars» (модификация Nieuport Nighthawk), число которых до середины 1923 года было доведено до 25.
В апреле истребители «Mars» были включены в Е΄ эскадрилью.
В начале 1923 года, в преддверии возобновления военных действий, греческая военная авиация была распределена следующим образом:
- А΄ эскадрилья, под командованием капитана Икономакоса, в Александруполисе.
- Г΄ эскадрилья, под командованием майора Хадзизафириу, в непосредственном распоряжении Фракийской армии.
- Δ΄ эскадрилья, без самолётов, в Драме, Восточная Македония.
- Е΄ эскадрилья, с новыми истребителями «Mars», также в Драме.
- Морская авиация в мае была переведена в Салоники, а затем, в ожидании возобновления военных действий и для усиления Фракийского фронта, в Драму.

После подписания Лозаннских соглашений Е΄ эскадрилья была переведена в Салоники.
Эскадрильи А’ и Г΄ были объединены и переведены в Афины, образовав А΄ эскадрилью наблюдения.
Мирный период для греческой авиации продлился 17 лет, до октября 1940 года.